# Процівська сільська рада
| Процівська сільська рада — орган місцевого самоврядування у Бориспільському районі Київської області з адміністративним центром у с. Проців . Історична дата утворення: в 1943 році. Водоймища на території, підпорядкованій даній раді: р. Павлівка, оз. Кошарище, оз. Чорненьке. Сільській раді підпорядковані населені пункти: - с. Проців |

## Склад ради
Рада складається з 14 депутатів та голови.

### Керівний склад ради
| ПІБ                  | Основні відомості                                            | Дата обрання | Дата звільнення |
| -------------------- | ------------------------------------------------------------ | ------------ | --------------- |
| Чешко Любов Іванівна | Сільський голова, 1951 року народження, освіта, позапартійна | 07.02.2007   | 31.10.2010      |
| Чешко Любов Іванівна | Сільський голова, 1951 року народження, освіта вища          | 31.10.2010   |                 |

Примітка: таблиця складена за даними джерела